# Andrzej Niedojadło
Andrzej Niedojadło (ur. 27 kwietnia 1953 w Skrzyszowie) – polski historyk, doktor habilitowany nauk humanistycznych, pedagog.

## Działalność naukowa
Urodził się w Skrzyszowie 27 kwietnia 1953. W 1978 ukończył studia na Wydziale Historycznym Wyższej Szkoły Pedagogicznej im. Komisji Edukacji Narodowej w Krakowie. Uzyskał tytuł zawodowy magistra historii po obronie pracy Tarnów w XVI–XVII wieku napisanej pod kierunkiem profesora Adama Przybosia. Pracował jako nauczyciel prowadząc od 1978 zajęcia z historii w Zespole Szkół Mechaniczno-Elektrycznych w Tarnowie. W latach 1978–1989 pracował również w Zespole Szkół Ogrodniczo-Rolniczych w Tarnowie. Uzyskał stopień nauczyciela dyplomowanego. W latach 1991–2006 pełnił w ZSME funkcję wicedyrektora. Ukończył studia podyplomowe. Egzaminator maturalny z przedmiotów Historia oraz Wiedza o społeczeństwie. W 2005 obronił rozprawę doktorską Hrabstwo Tarnowskie w XVII i XVIII wieku przygotowaną pod kierunkiem prof. Alicji Falniowskiej-Gradowskiej w Akademii Pedagogicznej w Krakowie. Do 2011 pracował w oświacie.
Od 1998 nauczyciel akademicki Państwowej Wyższej Szkoły Zawodowej w Tarnowie, a od 2008 również Małopolskiej Szkoły Wyższej w Brzesku.
Redaktor naczelny Encyklopedii Tarnowa (2010). Autor książek i opracowań z dziedziny historii społeczno-gospodarczej hrabstwa tarnowskiego oraz z historii oświaty i kultury miasta i regionu. Autor filmowego cyklu historycznego Karocą po Hrabstwie Tarnowskim przez XVII i XVIII wiek.
Udziela się społecznie, był członkiem Towarzystwa Przyjaciół Ziemi Tarnowskiej. W latach 1984–1990 prezes, a od 1990 wiceprezes Tarnowskiego Oddziału Polskiego Towarzystwa Historycznego. Wiceprezes Tarnowskiego Towarzystwa Kulturalnego. Pasjonat sportu, uprawiający grę w piłkę nożną.

## Publikacje
- Andrzej Niedojadło i inni Zespół Szkół Mechaniczno-Elektrycznych w Tarnowie 1945–1985 Tarnów 1986
- Andrzej Niedojadło Hrabstwo Tarnowskie w XVII i XVIII wieku: dzieje społeczno-gospodarcze Tarnów-Tuchów 2011 ISBN 978-83-7631-300-9.
- Andrzej Niedojadło, Ryszard Radłowski, Jan Onak Zespół Szkół Mechaniczno-Elektrycznych w Tarnowie 1881–2001, Tarnów, Tarnowskie Towarzystwo Kulturalne 2002 ISBN 83-87366-52-8.
- Andrzej Niedojadło, Grzegorz Kubacki Dzieje Gminy Skrzyszów i okolic w zarysie Skrzyszów-Tuchów 2009
- Andrzej Niedojadło (red. nacz.)  Encyklopedia Tarnowa, Tarnów, Tarnowskie Towarzystwo Kulturalne 2010 ISBN 978-83-87366-96-4.
- Edmund Juśko, Andrzej Niedojadło Życie gospodarczo-społeczne Gminy Wojnicz w latach 1945–2014 : wybrane zagadnienia, Łapczyca Wojnicz Wydawnictwo Progress Anita Własnowolska-Bielak, Urząd Miasta Wojnicza [2015] ISBN 978-83-63827-30-4.
- Edmund Juśko, Andrzej Niedojadło Uroczystości w szkołach Okręgu Szkolnego Krakowskiego jako element kształtowania świadomości narodowej, patriotycznej, moralno-religijnej i obywatelskiej w II Rzeczypospolitej Toruń Wydawnictwo Adam Marszałek 2018 ISBN 978-83-8019-987-3.

## Odznaczenia
Na podstawie materiału źródłowego:
- Złoty Krzyż Zasługi
- Medal Komisji Edukacji Narodowej
- Złoty Medal za Długoletnią Służbę
- Odznaka Honorowa „Zasłużony dla województwa tarnowskiego”